# New Zealand Broadcasting School
Die New Zealand Broadcasting School (NZBS) ist eine Ausbildungseinrichtung für Rundfunkjournalismus, Fernsehen, Film, digitale Medien sowie Radioleistung und -produktion in Neuseeland. Die Schule hat ihren Sitz in Christchurch im Ara Institute of Canterbury und ist Teil davon.

## Bildungsangebot
Die Studenten von NZBS produzieren während ihres Studiums eigene Beiträge, die für den Bereich Fernsehen auf der Webseite von METRONEWS und für den Bereich Radio unter Waves 96.1 veröffentlicht werden.
In einem zweieinhalbjährigen Studium können die Studenten einen der folgende drei Abschlüsse erwerben:
- Bachelor of Broadcasting Communications (Journalism)
- Bachelor of Broadcasting Communications (Radio)
- Bachelor of Broadcasting Communications (Screen and Television Production)

Die Absolventen der Schule sind in allen Bereichen des Journalismus und in Radio- und Fernsehproduktionen tätig und bieten ihnen Berufsmöglichkeiten als Reporter, Radio-Moderator, Nachrichtenmoderator, Rechercheur, Drehbuchautor, Kreativer Autor, Programmierer, oder in einem technischen Bereich wie Kamera, Ton und Postproduktion, sowie als Produzent oder Direktor.

## Geschichte
Brian Thomas Pauling, der im Jahr 2020 für seine Dienstleistungen im Bereich Rundfunk und Bildung mit dem Officer des New Zealand Order of Merit (ONZM) geehrt wurde, gründete im Jahr 1983 die New Zealand Broadcasting School als einen kleinen Lehrgang und führte die Schule bis in das Jahr 2001. Seit der Gründungsphase hat sich die Schule als die wichtigste Bildungseinrichtung ihres Sektors in Neuseeland entwickelt und führte in den 40 Jahren ihres Bestehens rund 1400 Studenten zu ihren Abschlüssen im Bereiche des Broadcasting Communications.